# Ramón Mendoza
Ramón Mendoza, teljes nevén Ramón Mendoza Fontala (Madrid, 1927. április 18. – Nassau, Bahama-szigetek, 2001. április 4.) spanyol üzletember, ügyvéd, 1985-től 10 éven keresztül a Real Madrid spanyol labdarúgócsapat elnöke.
1985. május 24-én választották meg, amikor az egyetlen jelölt volt a posztra. A következő választáson, három évvel később nagy fölénnyel utasította maga mögé a másik jelöltet, Alfonso Ussíát (15 005 a 10 531 szavazattal szemben). 1994-ben, negyedik újraválasztásakor már csak mindössze 700 szavazattal előzte meg a kettővel későbbi elnököt, Florentino Pérezt.
Elnöksége első fele rendkívül sikeres volt, a klub az akkoriban fénykorát élő Quinta del Buitre elnevezésű csapattal zsinórban öt bajnoki címet nyert. Regnálása második felében a teljesítmény visszaesett, és a Barcelona hasonlóan erős, mint pár éve a Real.
1995-ben mondott le, miután a klub 14 milliárd pesetás kölcsönt vett fel. Utódja alelnöke, Lorenzo Sanz lett. Santiago Bernabéu után ő volt a legtovább hivatalban, valamint ugyancsak mögötte ő nyerte a legtöbb kupát is.
2001. április 4-én, a Bahama-szigeteken, nyaralás közben érte a halál.